# Marques Colston
Marques Colston (Harrisburg, 5 giugno 1983) è un giocatore di football americano statunitense che milita nel ruolo di wide receiver nella National Football League e dal 2016 è free agent.
Fu scelto nel corso del settimo giro del Draft NFL 2006 come scelta compensatoria supplementare. Dopo la scambio del ricevitore Dontè Stallworth, Colston fu inserito nella formazione titolare della stagione, diventando una delle poche scelte del settimo giro di sempre a partire titolare dalla prima settimana. Al college giocò a football alla Hofstra University. È soprannominato "The Quiet Storm" (traduzione: la tempesta calma) a causa del suo comportamento riservato e del suo notevole talento.

## Carriera professionistica

### New Orleans Saints

#### Stagione 2006
Dopo una grande prestazione nel minicamp e l'imprevista cessione del wide receiver Donte Stallworth ai Philadelphia Eagles, Colston fu inserito nella formazione titolare della prima settimana della stagione 2006 contro tutte le aspettative. Egli ripagò il suo allenatore Sean Payton per la sua fiducia con grandi prestazioni ed un'immediata familiarità con il quarterback Drew Brees. Alla 9 settimana della stagione, Marques aveva fatto registrare 54 ricezioni per 869 yard e 7 touchdown; a questo punto stava guidando la lega in yard ricevute e touchdown oltre ad essere uno dei favoriti per vincere il premio di rookie offensivo dell'anno. Il 20 novembre 2006, nel corso della settimana 11, Colston si infortunò alla caviglia nel primo possesso della squadra e non tornò più in campo. Colston rimase fuori fino alla settimana 14,quando ritornò in azione contro i Dallas Cowboys nella vittoria dei Saints 42-17 nel Sunday Night Football. Egli aiutò i Saints a raggiungere i playoff con un 10-6 di record. I Saints batterono gli Eagles ed arrivarono fino alla finale della NFC contro i Chicago Bears. Malgrado un TD segnato da Colston, i Saints caddero 39-14 terminando la stagione magica della squadra.
Colston si classificò secondo a pari merito nel premio di miglior rookie offensivo della stagione, dietro il QB dei Tennessee Titans Vince Young e a pari merito col running back dei Jacksonville Jaguars Maurice Jones-Drew. Egli ebbe più voti dell'altro rookie suo compagno di squadra, il molto più pubblicizzato Reggie Bush, che era stato scelto come secondo assoluto dai Saints. Colston finì tra i leader della lega in ricezioni (70), yard ricevute (1,038) e TD ricevuti (8).

#### Stagione 2007
Colston nella sua seconda stagione tornò ad essere il wide receiver principale della franchigia dei Saints.
Contro i San Francisco 49ers il 28 ottobre 2007, Colston ricevette un record in carriera di 3 passaggi da touchdown da Drew Brees e guidò i Saints alla vittoria. Nella stagione 2007, Colston stabilì i record stagionali di franchigia di riceziomi (98), superando il precedente primato di Joe Horn. Colston inoltre pareggiò il record dello stesso Horn per touchdown su ricezione in stagione (11, superato da Jimmy Graham nel 2013).

#### Stagione 2008
Il 23 luglio 2008, Colston firmò un'estensione contrattuale di 3 anni coi Saints fino alla stagione 2011.
Nel corso della stagione 2008, Colston si fratturò un pollice a causa di un colpo subito da Ronde Barber nella vittoria della settimana 1 sui Tampa Bay Buccaneers, il quale tenne fuori dai campi di gioco Colston per quattro settimane con Lance Moore che occupò il posto da titolare in sua assenza. Colston ritornò nella settimana 7 contro i Carolina Panthers ma non apparve a suo agio col pollice infortunato e non giocò un ruolo importante nella gara. Nella partita successiva invece, Colston tirò fuori dal nulla una ricezione da 54 yard che fu poi trasformata in TD da Antonio Cromartie.
Mentre la stagione si avviava alla conclusione, nella settimana 12 i Saints giocarono nel Monday Night Football contro i Green Bay Packers, i quali avevano la linea secondaria tra le migliori della lega. A metà partita, Colston non aveva ancora registrato alcuna ricezione mentre Lance Moore aveva già due touchdown, uno dei quali da 70 yard. Su una situazione di terzo down&7, Colston ricevette un passaggio da 70 yard battendo Charles Woodson all'angolo segnando il TD. Questo sigillò la vittoria dei Saints sui Packers per 51-29.
Malgrado non avesse iniziato la prima parte di stagione, Colston si dimostrò nuovamente il bersaglio preferito di Drew Brees finendo l'annata con 760 yard e 5 touchdown.

#### Stagione 2009

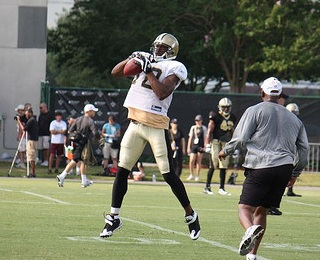
Colston nel training camp 2009.

Nella stagione 2009, Marques riuscì per la prima volta a giocare da titolare tutte le 16 partite della stagione regolare. I Saints dominarono la stagione NFL vincendo le prime 13 partite consecutive e finendo con un record di 13. Nei playoff avanzarono fino al Super Bowl contro i favoriti Colts di Peyton Manning. Colston aiutò i Saints a vincere il Super Bowl XLIV con 7 ricezioni per 83 yard. Quello fu il suo primo titolo in carriera e per la franchigia di New Orleans.
Il 13 marzo 2012, poco ore prima dell'apertura del mercato dei free agent, Colston fu rifirmato dai Saints con un contratto quinquennale del valore di 40 milioni di dollari, di cui venti milioni garantiti.

#### Stagione 2012
Nella settimana 4, malgrado la sconfitta contro i Green Bay Packers, Colston giocò una grande gara ricevendo 153 yard e segnando un touchdown. Nella settimana 5 i Saints vinsero la prima gara della stagione con Marques che ricevette 131 yard segnando tre touchdown con cui stabilì il nuovo record di franchigia per touchdown su ricezione segnati in carriera. Con un touchdown nella settimana 12 contro i 49ers, Colston segnò il suo 56º coi Saints, un nuovo record di franchigia.

#### Stagione 2013
Nella prima gara della stagione, Colston stabilì il nuovo record dei Saints con la ricezione numero 533 della carriera. Inoltre segnò un touchdown nella vittoria sui Falcons per 23-17. Il secondo TD lo segnò nella settimana 10, guidando New Orleans con 107 yard ricevute, nella netta vittoria sui Dallas Cowboys. La settimana successiva, nella vittoria sui 49ers, Colston divenne il leader di tutti i tempi della franchigia superando il vecchio primato di 7.854 yard di Eric Martin che resisteva da vent'anni. Nella settimana 14 segnò due touchdown consentendo ai Saints di interrompere una striscia di otto vittorie consecutive dei Panthers.
Dopo aver battuto gli Eagles nel turno di playoff, i Saints furono eliminati nel successivo in casa dei Seattle Seahawks. In quella gara, Colston ricevette 144 yard e segnò un touchdown ma commise anche un errore decisivo lanciando un passaggio illegale in avanti che mise fine al tentativo di rimonta della sua squadra a dieci secondi dal termine.

#### Stagioni 2014-2015
Nelle ultime due stagioni con i Saints, Colston iniziò a segnare il passo, scendendo a 520 yard ricevute e 4 touchdown. Il 23 febbraio 2015, il trentaduenne ricevitore fu svincolato dopo dieci stagioni a New Orleans, lasciando come leader di tutti i tempi del club in yard ricevute (9.759, duemila più del secondo giocatore in classifica) e touchdown su ricezione (72).

## Palmarès

### Franchigia
- Super Bowl : 1

New Orleans Saints: Super Bowl XLIV
- National Football Conference Championship: 1

New Orleans Saints: 2009

### Individuale
- Rookie offensivo del mese: 1

ottobre 2006
- PFWA All-Rookie Team - 2006

## Record

### Record NFL
- Maggior numero di ricezioni nelle prime due stagioni - 168

### Record di franchigia dei Saints
- Maggior numero di ricezioni in carriera - 571[15]
- Maggior numero di yard ricevute in carriera - 7.293[15]
- Maggior numero di touchdown su ricezione - 60[15]
- Maggior numero di stagioni con mille yard ricevute - 6[16]